# Paul Baum
Pour les articles homonymes, voir Baum.
Paul Baum (né le 22 septembre 1859 à Meissen, mort le 15 mai 1932 à San Gimignano) est un peintre allemand.

## Biographie
Paul Baum, qui grandit à Meissen, commence une formation de peintre de fleurs à la Manufacture royale de porcelaine de sa ville natale. En 1877, il décide d'étudier la peinture auprès de Friedrich Preller à l'école supérieure des beaux-arts de Dresde. Un an plus tard, cependant, il vient à l'école des beaux-arts de Weimar, où il étudie auprès de Theodor Hagen jusqu'en 1887. Au cours de ses études, Baum voyage au Mecklembourg et à Hambourg ainsi qu'aux Pays-Bas et en Flandre. En 1888, Paul Baum séjourne temporairement à Allach près de Munich, où il rejoint l'école de Dachau (de) et se lie d'amitié avec les peintres Max Arthur Stremel (de) et Carl Bantzer. Lors d'un voyage à Paris avec Max Arthur Stremel en mars 1890, Baum découvre l'œuvre des impressionnistes Claude Monet, Camille Pissarro et Alfred Sisley. Baum quitte Dachau et s'installe à Knokke-Heist, en Belgique, pendant quatre ans. Il y rencontre personnellement Camille Pissarro et le peintre pointilliste belge Théo Van Rysselberghe en 1894. La même année, Baum se rend à Dresde et devient membre de la Sécession de Dresde. En 1895, cependant, il quitte à nouveau Dresde et s'installe à Sint Anna ter Muiden dans le sud des Pays-Bas près de L'Écluse, où il vit jusqu'en 1908. Ce séjour est interrompu par de nombreux voyages à Berlin, dans le sud de la France, en Italie et en Turquie. À L'Écluse, il rencontre Ernst Oppler, qui y travaille également comme peintre impressionniste en plein air.
En 1902, Baum devient membre de la Berliner Secession. En 1909, il devient membre de la Nouvelle Association des artistes munichois, participe à sa première exposition. La même année, Baum reçoit le prix Villa Romana, qui comprend un séjour d'un an à Rome. Baum voyage en Toscane, où il reste pendant quatre ans. Il vit à San Gimignano et à Florence. Après le déclenchement de la guerre en 1914, Baum retourne en Allemagne et devient professeur à l'école supérieure des beaux-arts de Dresde. En 1915, Baum vit temporairement dans l'école de Willingshausen (de), puis se rend à Neustadt près de Marbourg. Après que l'ami de Baum, Carl Bantzer, est nommé professeur à l'école des beaux-arts de Cassel en 1918, Baum le suit en tant que professeur de peinture de paysage. En 1921, Baum achète une maison à Marbourg, qui deviendra désormais sa résidence permanente. À partir de 1924, cependant, il séjourne principalement dans la ville toscane de San Gimignano, où il meurt d'une pneumonie aiguë en 1932. Ses honneurs, qu'il a reçus dans la vieillesse, comprennent l'attribution d'un doctorat honorifique de l'université de Marbourg en 1927 et membre honoraire du sénat académique de l'Académie des beaux-arts de Dresde en 1929.

## Œuvre

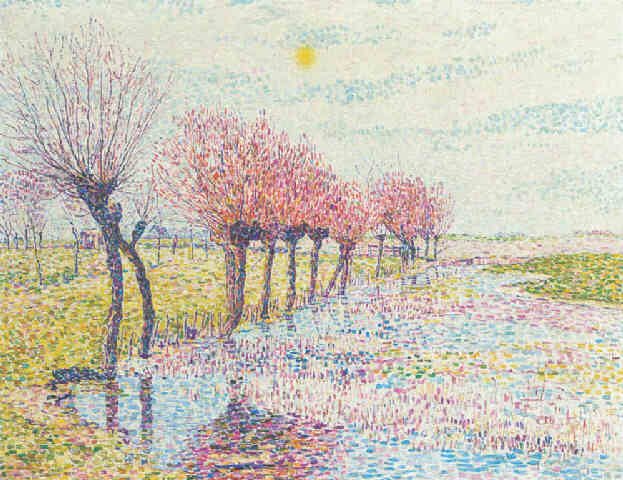
Paysage fluvial avec saules, vers 1896
Collection privée

Paul Baum est considéré comme un représentant de l'impressionnisme allemand, il adopte des impressionnistes français les couleurs plus claires et un coup de pinceau en forme de virgule dans ses œuvres. Stimulé par la rencontre avec Théo van Rysselberghe, il peint à partir de 1900 dans le style du pointillisme. Lui et Curt Herrmann (de) sont considérés comme les seuls artistes importants de ce style en Allemagne.
Certaines des œuvres les plus connues de Paul Baum comprennent des paysages avec des motifs de Flandre et des Pays-Bas. En plus des peintures à l'huile, son œuvre comprend également de nombreux dessins, gravures, lithographies en couleurs et aquarelles.
- Paysage fluvial avec saules, vers 1896, huile sur toile, Collection privée, vente 2021[4]
- Bord de lac, huile sur toile, 70 × 88 cm, Collection particulière[5]